# Gmina Wilamowice
Gmina Wilamowice je gmina v jižním Polsku ve Slezském vojvodství v okrese Bílsko-Bělá. Skládá se z
- města Wilamowice (Wymysoü) – 3 035 obyvatel, rozloha 10,35 km²

a pěti vesnic:
- Dankowice (Denkiadiüf) – 2 811 obyvatel, rozloha 11,44 km²
- Hecznarowice (Helciadiüf) – 2 505 obyvatel, rozloha 8,28 km²
- Pisarzowice (Śrajwadiüf) – 5 547 obyvatel, rozloha 13,71 km²
- Stara Wieś (Wymysdiüf)– 2 087 obyvatel, rozloha 9,87 km²
- Zasole Bielańskie (Błan fjym üwer) – 899 obyvatel, rozloha 3,61 km²

Dohromady má celá gmina rozlohu 57,26 km² (12,48 % území okresu) a v roce 2015 zde žilo 16 884 obyvatel (10,41 % obyvatelstva okresu).
Na západě sousedí s gminou Bestwina a městem Bílsko-Bělá, na jihu s obcí Kozy a městem Kúty, na východě s gminou Kúty a na severu s gminou Brzeszcze a gminou Miedźna.
Gmina leží na malopolské straně historické slezsko-malopolské/haličské zemské hranice a její severní hranice částečně kopírují bývalou rakousko-pruskou státní hranici. Významnou hospodářskou roli zde hraje rybníkářství, gminou se táhnou rybniční soustavy navazující na Žabí kraj na Těšínsku. Městečko Wilamowice je proslulé svým vlastním jazykem – germánskou vilamovštinou, která je jediným pozůstatkem někdejšího bílsko-bělského německého jazykového ostrova. Obcí Dankowice probíhá železniční magistrála Krakov – Bohumín – Vídeň. Pisarzowice patří k suburbanní zóně Bílska-Bělé a právě probíhající stavební boom vede k tomu, že se jedná o nejlidnatější sídlo v gmině, byť oficiálně pořád jen vesnici.